# Mięsień odwracacz

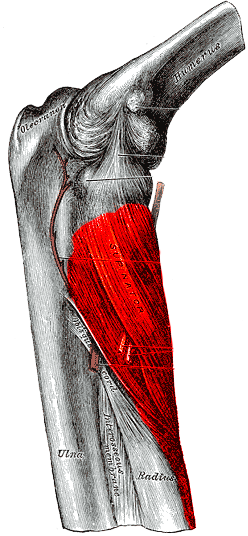
Mięsień odwracacz

Mięsień odwracacz (łac. musculus supinator) – w anatomii człowieka mięsień należący do grupy bocznej mięśni przedramienia. Położony jest głęboko na tylnej, przedniej i bocznej powierzchni stawu ramienno-promieniowego. Obejmuje kość promieniową. Przyczep proksymalny ma na grzebieniu mięśnia odwracacza kości łokciowej w pobliżu przyczepu mięśnia łokciowego, na więzadle pierścieniowatym stawu promieniowo-łokciowego bliższego, na więzadle pobocznym promieniowym i na nadkłykciu bocznym kości ramiennej. Obejmuje górną 1/3 kości promieniowej. Zakończony jest na tylnej, bocznej i przedniej powierzchni tej kości, dystalnie od jej guzowatości.
Unaczyniony jest przez tętnicę wsteczną międzykostną i tętnicę wsteczną promieniową, a unerwiony przez nerw promieniowy.
Jego funkcją jest odwracanie ręki i przedramienia.